# Khalil Chemmam
Khalil Chammam (Tunis, 24 de julho de 1987) é um futebolista profissional tunisiano que atua como defensor.

## Carreira
Khalil Chammam representou o elenco da Seleção Tunisiana de Futebol no Campeonato Africano das Nações de 2013.